# Jet Set Radio Future
Jet Set Radio Future (JSRF: Jet Set Radio Future negli Stati Uniti) è un videogioco pubblicato da Smilebit nel 2002 per Xbox. Si tratta del seguito di Jet Set Radio uscito per Dreamcast nel 2000. Simile al primo gioco della serie, Jet Set Radio Future descrive una Tokyo del futuro, dove la libertà di espressione è diventata illecita. Il giocatore controlla un personaggio che fa parte dei GG's, una gang di pattinatori e writer, che devono sfuggire alla polizia ed affrontare le gang rivali.
In America del Nord e in Europa è stato commercializzato anche insieme a Sega GT 2002.